# Roman Ratušnyj
Roman Ratušnyj (5. července 1997, Kyjev, Ukrajina – 9. června 2022, Izjum, Ukrajina) byl ukrajinský novinář a občanský aktivista. Po ruské invazi na Ukrajinu se zapojil do obrany země. V červnu 2022 byl zabit v bojích u města Izjum.

## Život
Na přelomu let 2013 a 2014 se jako šestnáctiletý zapojil do protestů Euromajdan, kde se stal jedním z nejmladších účastníků stižených brutalitou pořádkové policie Berkut.
Po ruské anexi Krymu se Ratušnyj stále více občansky angažoval, vystupoval proti korupci a nespravedlnosti. V roce 2019 založil nevládní organizaci Zachystymo Protasiv Jar (Захистимо Протасів Яр), jejímž cílem bylo zabránit nelegální výstavbě tří výškových budov v rekreační zóně Kyjeva. V souvislosti s těmito protesty proti developerům byl pronásledován a čelil několika výhrůžkám smrtí.
V roce 2021 byl téměř měsíc v domácím vězení, a to kvůli účasti na akci za propuštění aktivisty Serhije Sternenka. Občanská společnost však považovala jeho zatčení za nezákonné s tím, že ve skutečnosti souviselo s jeho odporem vůči stavební mafii.
Po ruské invazi na Ukrajinu se zapojil do obrany země. V červnu 2022 byl ve věku 24 let zabit v bojích u města Izjum v Charkovské oblasti.
Pohřební shromáždění se konalo na kyjevském Náměstí Nezávislosti, dějišti někdejších protestů Euromajdan. Zúčastnily se jej stovky lidí včetně starosty Kyjeva Vitalije Klička. Ruský prezident Vladimir Putin podle něj ničí miliony životů jak na Ukrajině, tak v Rusku. Ruská veřejnost si podle Klička časem uvědomí, že mladí ruští vojáci neumírají pro nic jiného než Putinovy ambice.